# Centracàntids

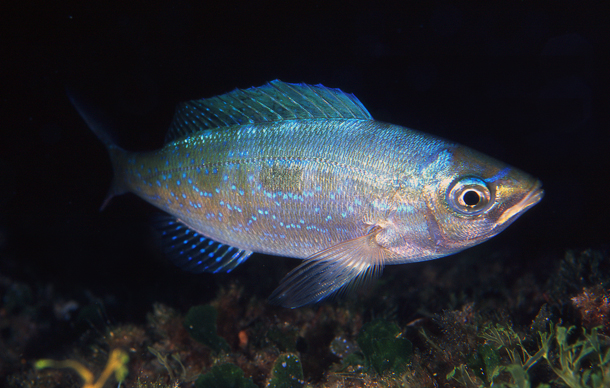
Femella de Spicara maena

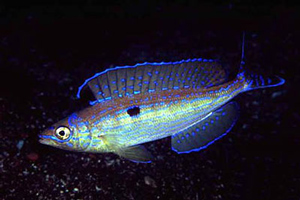
Spicara smaris

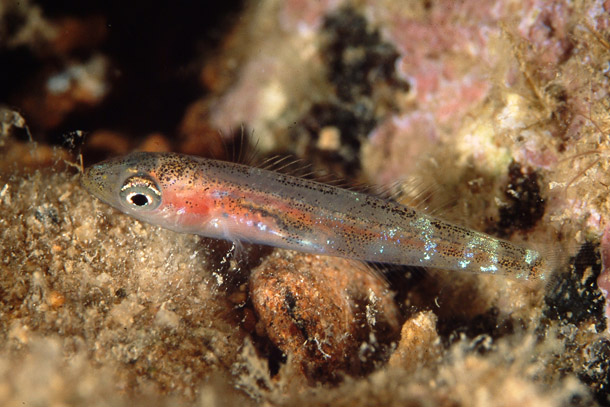
Centracanthus cirrus fotografiat a la Toscana (Itàlia).

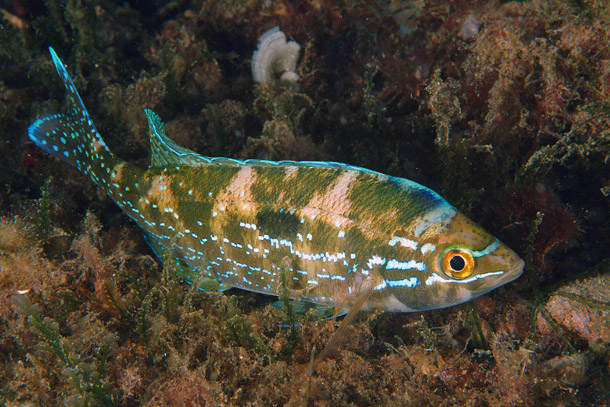
Mascle de Spicara maena

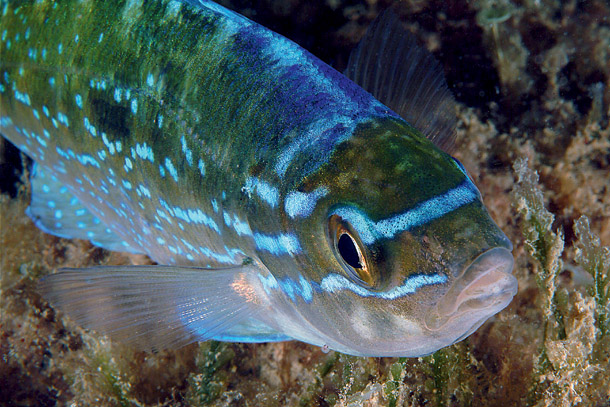
Mascle de Spicara maena fotografiat a la Toscana (Itàlia)

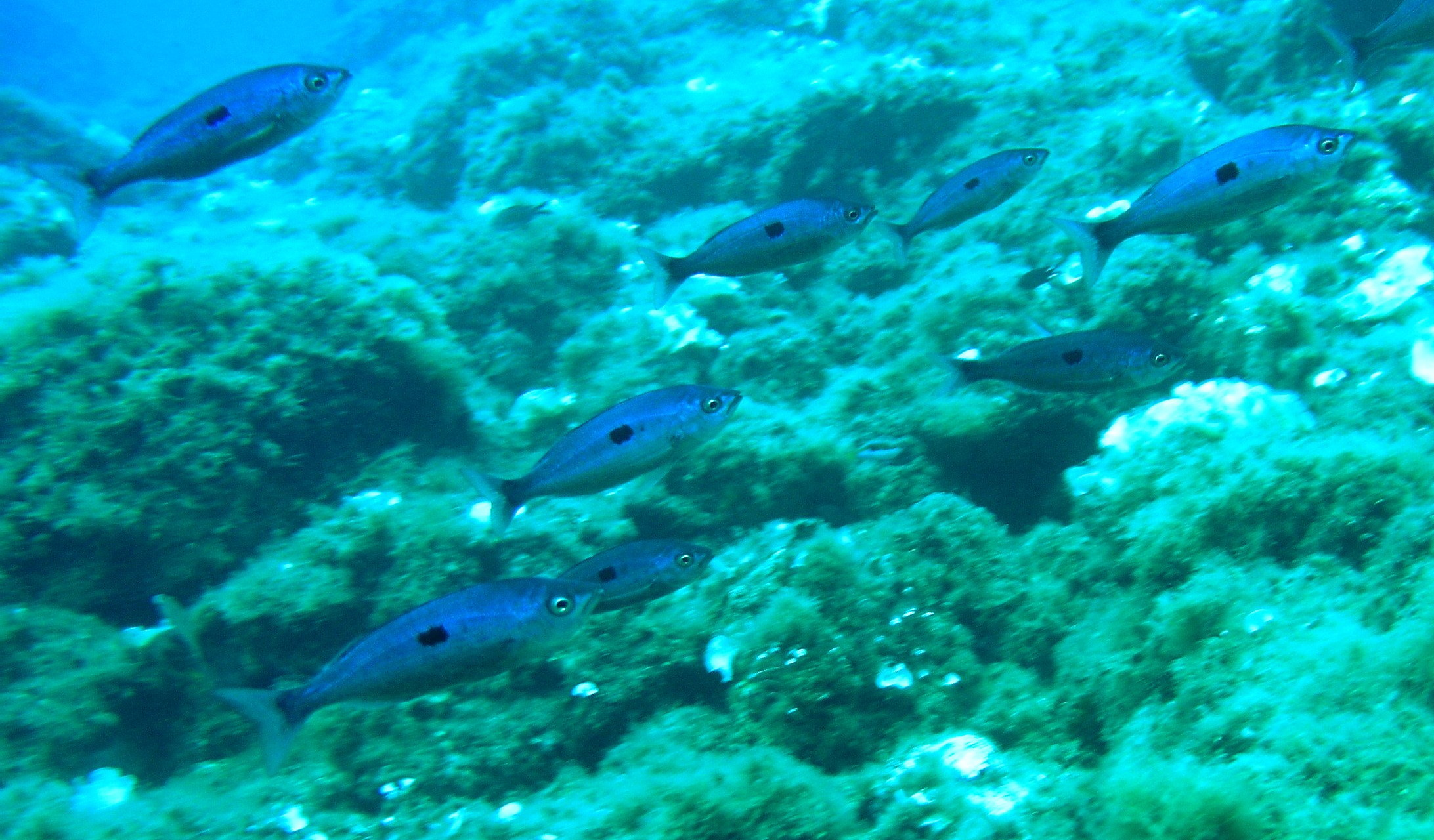
Mola de Spicara maena

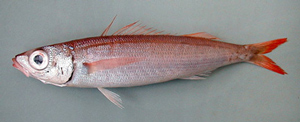
Centracanthus cirrus

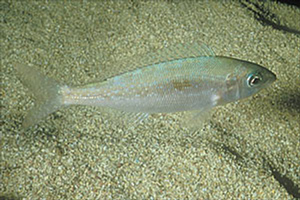
Spicara maena

Els centracàntids (Centracanthidae) són una família de peixos osteïctis de l'ordre dels perciformes i d'una constitució molt semblant a la dels espàrids. La xucla blanca (Spicara maena flexuosa) i la xucla vera (Spicara maena maena) en són representants molt corrents a la Mediterrània.

## Morfologia
- Es diferencien dels espàrids per tindre una boca extremadament protràctil i les mandíbules més febles.
- Presenten escames al cap.
- Normalment tenen una taca als costats.
- El preopercle és llis.
- Tenen una sola aleta dorsal.
- L'aleta anal té 3 espines.[4]

## Reproducció
Són hermafrodites proterògins i moltes espècies construeixen nius a la sorra del fons, vigilats i defensats pel mascle.

## Alimentació
Mengen crustacis i plàncton.

## Hàbitat
Viuen a la zona litoral de les mars temperades i càlides.

## Distribució geogràfica
Habiten a l'Atlàntic oriental, la mar Mediterrània i Sud-àfrica.

## Gèneresiespècies
- Gènere Centracanthus (Rafinesque, 1810)[7][8]
  - Centracanthus cirrus (Rafinesque, 1810)[9]
- Gènere Spicara (Rafinesque, 1810)[7]
  - Spicara alta (Osório, 1917)[10]
  - Spicara australis (Regan, 1921)[11]
  - Spicara axillaris (Boulenger, 1900)[12]
  - Spicara maena (Linnaeus, 1758)[13]
    - Spicara maena flexuosa (Rafinesque, 1810)
    - Spicara maena maena (Linnaeus, 1758)

  - Spicara martinicus (Valenciennes, 1830)[14]
  - Spicara melanurus (Valenciennes, 1830)[14]
  - Spicara nigricauda (Norman, 1931)[15]
  - Spicara smaris (Linnaeus, 1758)[13][16][17][18][19]